# Підошовні бородавки
Підошовні бородавки (лат. Verruca plantaris) — бородавки, які спричинює вірус папіломи людини (ВПЛ), що з'являються на підошві або пальцях ніг (зараження ВПЛ в інших місцях не є підошовними). Поширена проблема, що часто спостерігається дерматологами.
Діагностика захворювання зазвичай проста, але лікування є складним і тривалим. Підошовні бородавки можуть проходити самі (середній рівень одужання становить 27 % протягом 15 тижнів), однак лікування рекомендується для послаблення болючості, зменшення тривалості та ризику зараження оточуючих.

## Етіологія

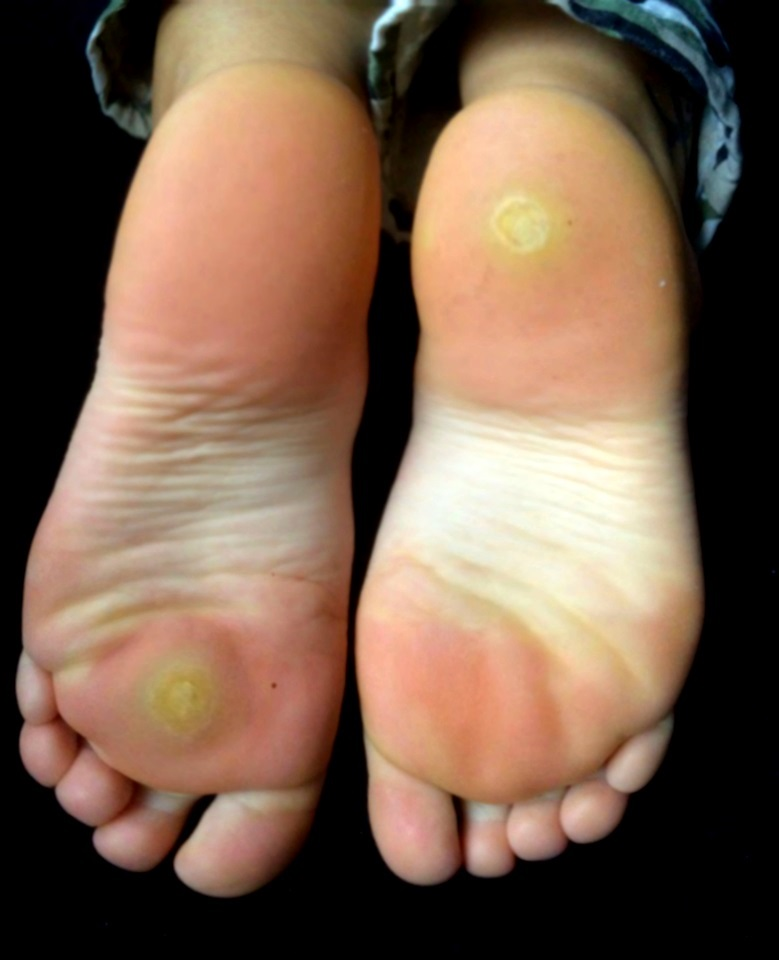
Болючі глибокі бородавки на підошвах ніг

Підошовні бородавки — це доброякісні пухлини епітелію, спричинені папіломавірусом людини, якого, у свою чергу, виявлено понад 118 типів. Кожен підтип може мати поширення на певних областях тіла. Наприклад, підошовні бородавки частіше спричинені папіломавірусами підтипів 1, 2, 4, 27 і 57, у той час як аногенітальні бородавки — вірусами підтипів 6 і 11. Папіломавірус передається при прямому шкірному контакті, в тому числі від людини до людини, а також може потрапити при ходьбі босоніж по забруднених поверхнях, таких як громадські санвузли, роздягальні, або брудна земля. Вірус проникає у шкіру під час прямого контакту, проникаючи через можливі дрібні порізи і садна в роговому шарі (зовнішньому шарі шкіри). Після зараження бородавки можуть появитися лише через декілька тижнів або місяців. З-за тиску на стопу і пальці бородавка може бути втиснута всередину, а над нею може нарости роговий шар. Підошовні бородавки можуть заподіювати біль, якщо їх не вилікувати. Вони можуть поширюватися через аутоінокуляцію, заражаючи шкіру навколо. Таким чином вони здатні зливатися та утворювати мозаїчні кластери.
З віком у людей створюється імунітет, тому хвороба частіше зустрічається у дітей, ніж у дорослих.

## Діагностика

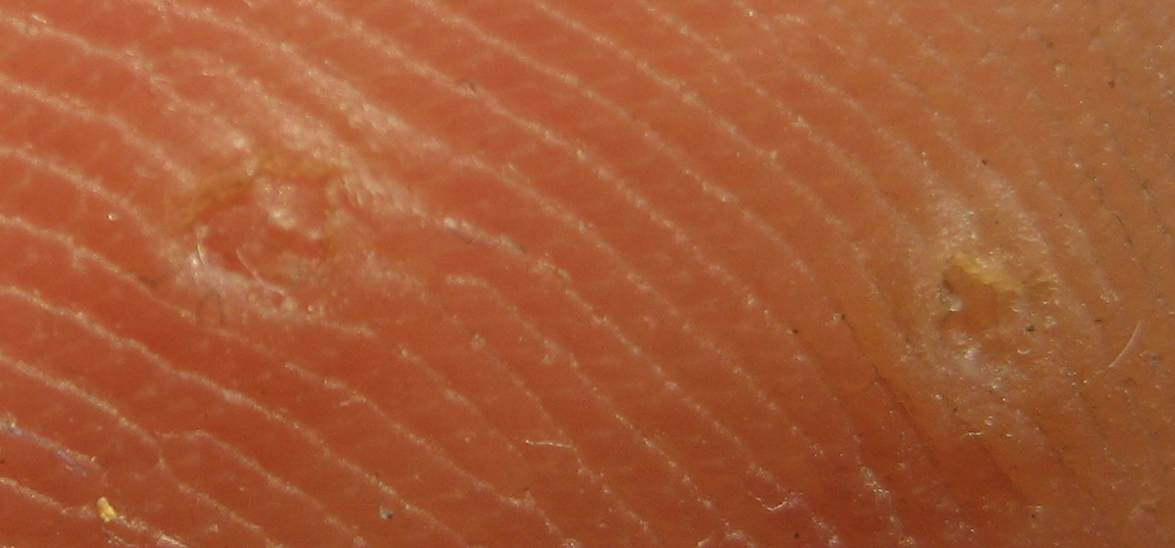
Підошовні бородавки в початковій стадії розвитку

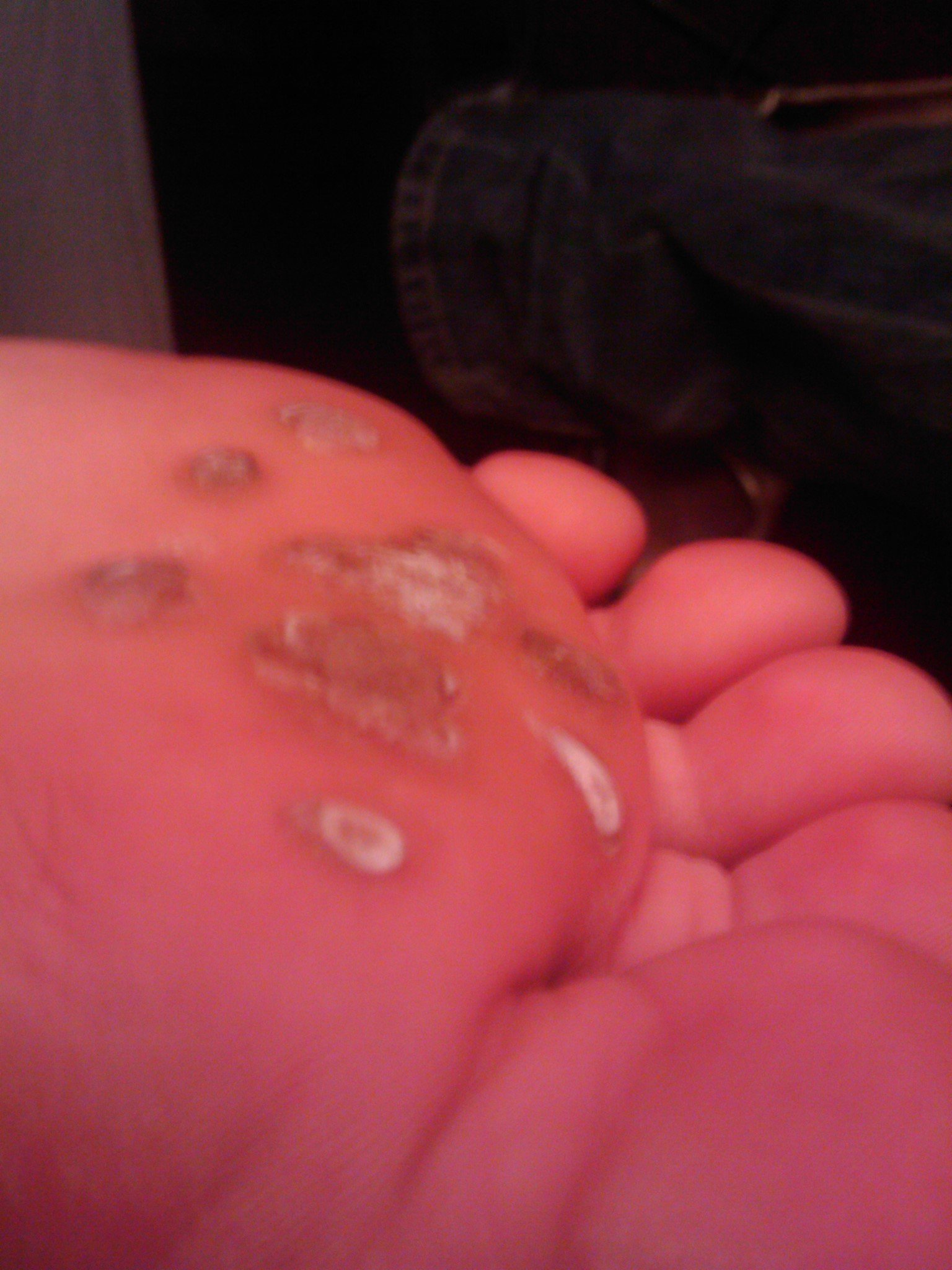
Підошовні бородавки — мозаїчний кластер

Ознакою хвороби є ураження підошовної поверхні стопи, що характеризується твердими і грубими папулами, які руйнують папілярні лінії (які зазвичай нагадують цвітну капусту). Множинні пошкодження зливаються в мозаїчні бляшки. Ураження може мати виразний жовтий колір і заподіювати біль при ходьбі. При розтині ураження (на відміну від інших уражень шкіри) можуть виявлятися маленькі чорні точки, які представляють собою тромбовані капіляри (петехії), які можуть кровоточити. Підошовні бородавки можуть виникати в будь-якому місці на підошовній поверхні стопи, але, як правило, розташовані в точках найбільшого тиску, таких як п'яти, подушечки стоп і пальців. Дифдіагностика — мозолі або ороговіння шкіри, натоптиші (грубі ороговіння шкіри у місцях найбільшого тертя), грибкові мозолі, глибокі тріщини шкіри ступні. Бородавки легко відрізнити при близькому розгляді папілярних ліній шкіри — вони обходять бородавки ввиду наростання тканини, при грибкових мозолях напрямок папілярних ліній незмінний. Підошовні бородавки зазвичай болять при стисненні пошкодження, а не при прямому тиску (цим вони відрізняються від мозолів, які зазвичай болять при прямому тиску).

## Лікування
Підошовні бородавки важче лікуються порівняно із звичайними бородавками. Існує декілька методів боротьби з підошовними бородавками.
- Лікування першого рівня: кератолиз — відлущування мертвих клітин шкіри за допомогою кератолітичних речовин, таких як саліцилова або трихлоруксусна кислота.
- Лікування другого рівня: кріохірургія, внутрішня імунотерапія вогнища або терапія імпульсним лазером на барвниках.
- Лікування третього рівня: блеоміцин, хірургічне видалення.

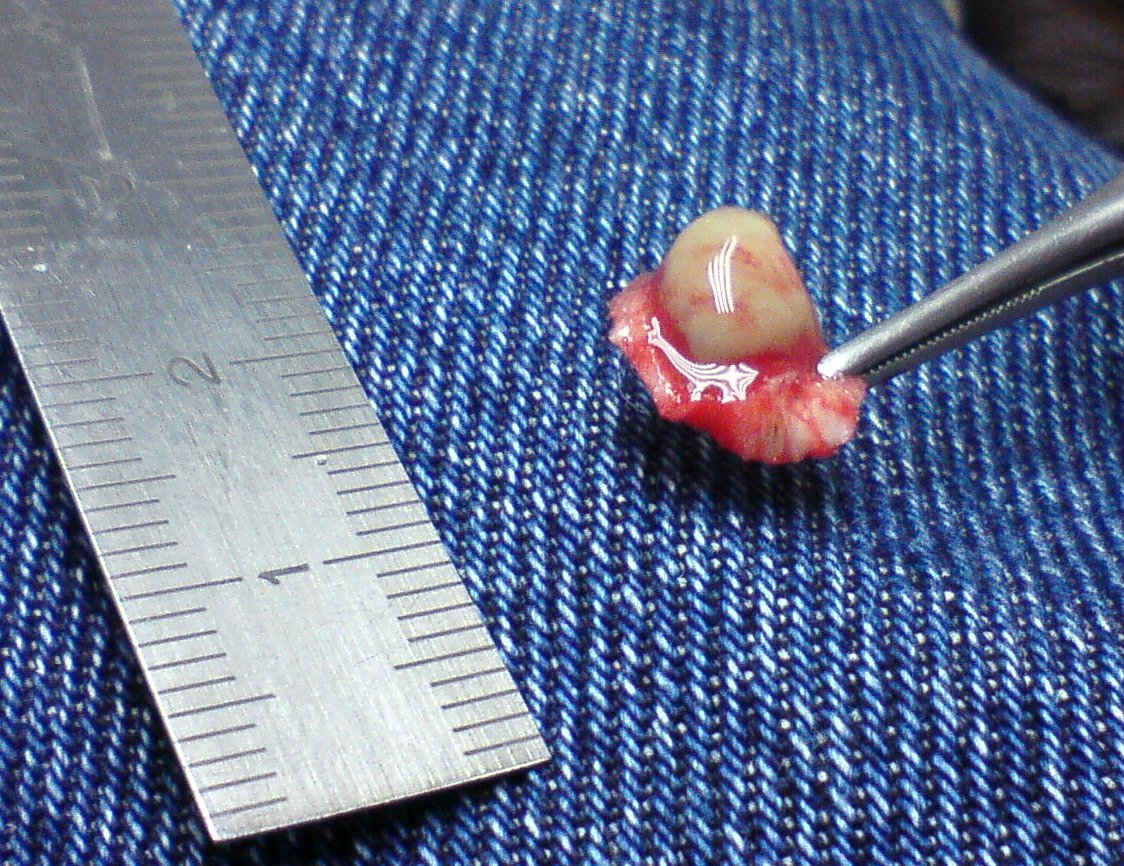
Хірургічно видалена підошовна бородавка

Як початкове лікування часто використовується саліцилова кислота, яка є широкодоступним засобом і може використовуватися пацієнтом до звернення за професійною допомогою. Рекомендується наступний порядок застосування: щоденне вимочування ніг в теплій воді протягом 5-10 хвилин, сушка, санація гіперкератотичної тканини пемзою, з подальшим нанесенням саліцилової кислоти та накладанням оклюзійної пов'язки або пластиру. Верхній шар ураження обов'язково повинен щодня видалятися пемзою для полегшення вбирання ліків. Найбільш важливою умовою терапії є дотримання пацієнтом режиму лікування. Щоденне застосування саліцилової кислоти протягом 12 тижнів призводить до повного видалення бородавок в 10-15 % випадків.
Як місцевий засіб може застосовуватися 0,7 % розчин кантаридина, який наноситься на висушені підошовні бородавки на 24 години, лікування повторюється кожні 1-3 тижні до руйнування бородавок.
Іншим поширеним методом лікування підошовних бородавок є кріотерапія. У даному випадку рідкий азот, який має температуру -196°С, використовується для заморожування їх внутрішньої клітинної структури, руйнуючи живу тканину. Час заморозки підбирається таким чином, поки навколо бородавки не з'явиться білий ореол близько 1-2 мм (при подальшому збільшенні замороженої області біль і утворення пухирів посилюються). Процедура, як правило, повторюється кожні 2-3 тижні, може знадобитися до трьох сеансів.
Є кілька варіантів імунотерапії для лікування підошовних бородавок. Одним з них є іміквімод — імуномодулятор, стимулює вироблення інтерферону-альфа та інших цитокінів. Іміквімод у вигляді крему наноситься на попередньо оброблену область ураження три рази в тиждень.
Сучасні дослідження показують ефективність і таких імунотерапевтичних засобів для лікування підошовних бородавок, як ін'єкції антигенів (антигени свинки, кандидозу або трихофитина). Такі ін'єкції можуть запустити реакцію імунної системи носія на вірус, який став причиною появи бородавки. Незважаючи на те, що ніяких рандомізованих контрольованих досліджень для оцінки ефективності цих антигенів лікування підошовних бородавок поки не проводилося, подібне лікування може бути корисним для пацієнтів з ураженнями, стійкими до інших методів лікування.
Ще одним іммунотерапевтичним засобом є фторурацил у вигляді 5 % крему, який нещодавно був визнаний ефективним у лікуванні підошовних бородавок за результатами рандомізованого контрольованого дослідження, в ході якого пацієнти наносили фторурацил двічі на день під оклюзійну пов'язку з регулярною санацією пошкоджень.

## Прогноз
Більшість підошовних бородавок в кінцевому рахунку проходять самі в період від декількох місяців до декількох років, але якщо вони викликають дискомфорт, вони можуть піддаватися лікуванню або видаленню хірургічним шляхом. Одужання від підошовних бородавок визначається по відновленню нормального папілярного візерунка.

## Профілактика
Необхідно дотримувати належний рівень гігієни ніг. Не можна ходити босоніж в громадських санвузлах і роздягальнях, необхідно носити відповідне взуття, такі як тапочки для душу або сандалі (при ходьбі по брудній землі), щоб уникнути прямого контакту забруднених поверхонь з шкірою, наскільки це можливо. Не слід ділитися взуттям та шкарпетками, треба також уникати прямого контакту з бородавками на інших частинах тіла або інших людях.
Оскільки бородавки заразні, необхідно дотримуватись обережності, щоб запобігти їх поширення. Будь-яку річ, яка вступає в контакт з підошовними бородавками, наприклад, шкарпетки або рушники, слід ретельно прати гарячою водою з милом для того, щоб запобігти поширенню інфекції.